# 80 (عدد)
80 (ثمانون) هو عدد طبيعي يلي العدد 79 ويسبق العدد 81.
- 80 هو عدد شبه مثالي لأنه يساوي بعضاً من قواسمه (مثل 1+4+5+10+20+40=80)
- حسب يقول مبدأ باريتو، إن 80% من النتائج سببها 20% من الأسباب.

## في الإسلام
ذكر الرقم ثمانين في القرآن مرة واحدة في الآية القائلة: ﴿وَالَّذِينَ يَرْمُونَ الْمُحْصَنَاتِ ثُمَّ لَمْ يَأْتُوا بِأَرْبَعَةِ شُهَدَاءَ فَاجْلِدُوهُمْ ثَمَانِينَ جَلْدَةً وَلَا تَقْبَلُوا لَهُمْ شَهَادَةً أَبَدًا وَأُولَئِكَ هُمُ الْفَاسِقُونَ ۝٤﴾ [النور:4] وهو حد قذف المحصنات.